# 備後東
備後東（びんごひがし）は、埼玉県春日部市の町丁。現行行政地名は備後東一丁目から備後東八丁目。住居表示実施地区。郵便番号は344-0032。

## 地理
埼玉県の東部地域で、春日部市南部の利根川（大落古利根川）が造り出した自然堤防上に位置する地区である。東側で大字藤塚や越谷市大字平方、南側で大畑や大場、西側で備後西、北側で一ノ割や緑町と隣接する。かつて存在した大字備後で、その中央部を縦貫する東武鉄道伊勢崎線（東武スカイツリーライン）を境とした東半分の区域に相当する。
地区の南側境界線上を会之堀川が流れ、その支流の備後川が地内を流れる。地区の東側境界線上を大落古利根川が流れ、越谷市との境界線上にはかつて古利根川（利根川）が流れていた。現在はその場所に会の川と称される小河川が流れる。一ノ割や大場・大畑との境界線上にも利根川が乱流していた河道跡が街路の配置として見てとれる。
地区内は主に市街化区域で、主に第一種低層住居専用地域や第一種住居地域に指定され、住宅地となっている。地内の一部で農地や生産緑地地区も見られる。国道4号の東側（四丁目および五丁目）は市街化調整区域に指定され、農地が目立つが住宅も多い。

### 地価
住宅地の地価は、2024年（令和6年）の公示地価によれば、備後東6丁目7番19号の地点で9万9,900円/m2となっている。

## 歴史
- 1991年（平成3年）11月5日 - 住居表示が実施され、大字備後、大字一ノ割、大字粕壁の各一部より備後東一丁目 - 八丁目が成立[8][注釈 1]。なお、同日大字備後より備後西一丁目 - 五丁目、および一ノ割一丁目 - 三丁目も成立[8]、これにより大字備後は消滅している。
- 1997年（平成9年）4月 - 地内に春日部消防署備後分署が開署する[9]。
- 2005年（平成17年）10月1日 - 春日部市が北葛飾郡庄和町と合併し、新たな春日部市が発足、同市の町丁となる。

## 世帯数と人口
2024年（令和6年）1月1日現在の世帯数と人口は以下の通りである
| 丁目         | 世帯数    | 人口     |
| ------------ | --------- | -------- |
| 備後東一丁目 | 1,011世帯 | 1,884人  |
| 備後東二丁目 | 1,174世帯 | 2,322人  |
| 備後東三丁目 | 710世帯   | 1,571人  |
| 備後東四丁目 | 126世帯   | 305人    |
| 備後東五丁目 | 116世帯   | 293人    |
| 備後東六丁目 | 564世帯   | 1,121人  |
| 備後東七丁目 | 986世帯   | 1,993人  |
| 備後東八丁目 | 777世帯   | 1,607人  |
| 合計         | 5,464世帯 | 11,096人 |

## 小・中学校の学区
市立小・中学校に通う場合、学区は以下の通りとなる。
| 町目         | 番地                                                     | 小学校               | 中学校               | 備考                                           |
| ------------ | -------------------------------------------------------- | -------------------- | -------------------- | ---------------------------------------------- |
| 備後東一丁目 | 1番21号〜1番39号、28番13号〜28番18号                     | 春日部市立武里小学校 | 春日部市立武里中学校 | 春日部市緑小学校・春日部市緑中学校へ通学も可能 |
| 備後東一丁目 | 1番1号〜1番20号、2番〜28番12号、28番19号〜28番36号       | 春日部市立正善小学校 | 春日部市立緑中学校   |                                                |
| 備後東二丁目 | 1番〜17番51号、17番64号〜34番                            | 春日部市立正善小学校 | 春日部市立緑中学校   |                                                |
| 備後東二丁目 | 17番52号〜17番63号                                       | 春日部市立正善小学校 | 春日部市立武里中学校 |                                                |
| 備後東三丁目 | 全域                                                     | 春日部市立正善小学校 | 春日部市立武里中学校 |                                                |
| 備後東四丁目 | 1番15号〜5番28号                                         | 春日部市立正善小学校 | 春日部市立緑中学校   |                                                |
| 備後東四丁目 | 1番1号〜1番14号                                          | 春日部市立緑小学校   | 春日部市立緑中学校   |                                                |
| 備後東四丁目 | 5番29号〜13番                                            | 春日部市立正善小学校 | 春日部市立武里中学校 |                                                |
| 備後東五丁目 | 全域                                                     | 春日部市立正善小学校 | 春日部市立武里中学校 |                                                |
| 備後東六丁目 | 全域                                                     | 春日部市立正善小学校 | 春日部市立武里中学校 |                                                |
| 備後東七丁目 | 全域                                                     | 春日部市立正善小学校 | 春日部市立武里中学校 |                                                |
| 備後東八丁目 | 1番2号〜6番26号、7番6号〜8番25号、8番35号〜8番49号、56番 | 春日部市立正善小学校 | 春日部市立武里中学校 |                                                |
| 備後東八丁目 | 1番1号、6番27号〜7番5号、8番26号〜8番34号、9番〜55番     | 春日部市立備後小学校 | 春日部市立武里中学校 |                                                |

## 交通
地区の西端を東武鉄道伊勢崎線（東武スカイツリーライン）が通るが、鉄道駅は設置されていない。最寄り駅は同線武里駅で、備後東6丁目7番19号の地点からおよそ630 m離れている。また、地図上では一ノ割駅も備後東から近く、1丁目などは徒歩圏内にある。

### 道路
- 国道4号（日光街道）

### バス
地内に路線バスの路線は設定されていない。
春日部市コミュニティバス「春バス」
地区内を縦貫・巡回する路線は設定されていない。

## 施設
一丁目
- 真福寺
- 香取神社
  - 備後西川会館
- 備後東第1公園
- 備後第8公園
- 備後宮田ちびっ子広場

二丁目
- 宮田記念公園
- 備後宮田第2ちびっ子広場

三丁目
- 備後公園
- 備後運動広場

四丁目
- 備後ポンプ場
- 備後第9公園
- 善巧寺

五丁目
- 春日部消防署備後分署
- 称名寺
- 建御雷神社（雷電神社）
  - 雷電会館

六丁目
- 春日部市立正善小学校
- 春日部市南部浄水場
- 備後正善公園

七丁目
- 春日部市 武里東公民館
- 備後第7公園

八丁目
- 備後第2公園
  - 東急武里自治会館
- 備後第1公園